# Marija Igorewna Guschtschina
Marija Igorewna Guschtschina (russisch Мария Игоревна Гущина; * 10. Oktober 1989 in Nischni Tagil) ist eine russische Skilangläuferin.

## Werdegang
Bis 2011 trat Guschtschina beim Eastern Europe Cup an. Dabei erreichte sie sechs Podestplatzierungen, darunter zwei Siege und belegte in der Saison 2010/11 den vierten Platz in der Gesamtwertung. Ihr erstes Weltcuprennen lief sie Januar 2011 in Otepää, welches sie mit dem 28. Platz über 10 km klassisch beendete und dabei ihre ersten Weltcuppunkte gewann. Eine Woche später konnte sie bei den U23-Weltmeisterschaften 2011 in Otepää Silber über 10 km Freistil holen. Die Tour de Ski 2011/12 beendete sie auf dem 38. Rang. Bei den U23-Weltmeisterschaften 2012 in Erzurum gewann sie Gold über 10 km klassisch. Bei den russischen Skilanglaufmeisterschaften 2012 in Tjumen holte sie Silber im 15-km-Skiathlon. Ihr bisher größter Erfolg hatte sie bei den nordischen Skiweltmeisterschaften 2013 im Val di Fiemme. Dort erreichte sie den 13. Platz im Skiathlon und gewann Bronze mit der Staffel. Bei den russischen Skilanglaufmeisterschaften 2013 in Syktyvkar holte sie Gold über 10 km Freistil. Die Tour de Ski 2013/14 beendete sie auf dem 37. Rang. Bei den russischen Skilanglaufmeisterschaften 2014 in Tjumen gewann sie Gold im 30-km-Massenstartrennen und Silber in Skiathlon. In der Saison 2016/17 errang sie den 26. Platz bei der Tour de Ski 2016/17 und wurde bei den russischen Meisterschaften in Chanty-Mansijsk Dritte über 10 km Freistil. Bei den nordischen Skiweltmeisterschaften 2017 in Lahti kam sie auf den 20. Platz über 10 km klassisch.

## Siege bei Continental-Cup-Rennen
| Nr. | Datum             | Ort            | Disziplin       | Serie              |
| --- | ----------------- | -------------- | --------------- | ------------------ |
| 1.  | 26. Februar 2014  | Syktywkar      | 15 km Skiathlon | Eastern Europe Cup |
| 2.  | 24. November 2016 | Werschina Tjoi | 10 km klassisch | Eastern Europe Cup |

## Weltcup-Statistik
Die Tabelle zeigt die erreichten Platzierungen im Einzelnen.
- 1.–3. Platz: Anzahl der Podiumsplatzierungen
- Top 10: Anzahl der Platzierungen unter den ersten zehn
- Punkteränge: Anzahl der Platzierungen innerhalb der Punkteränge
- Starts: Anzahl gelaufener Rennen in der jeweiligen Disziplin
- Hinweis: Bei den Distanzrennen erfolgt die Einordnung gemäß FIS.

| Platzierung               | Distanzrennen a | Distanzrennen a | Distanzrennen a | Distanzrennen a | Distanzrennen a | Skiathlon Verfolgung | Sprint | Etappen- rennen b | Gesamt | Team   | Team    |
| Platzierung               | ≤ 5 km          | ≤ 10 km         | ≤ 15 km         | ≤ 30 km         | > 30 km         | Skiathlon Verfolgung | Sprint | Etappen- rennen b | Gesamt | Sprint | Staffel |
| ------------------------- | --------------- | --------------- | --------------- | --------------- | --------------- | -------------------- | ------ | ----------------- | ------ | ------ | ------- |
| 1. Platz                  |                 |                 |                 |                 |                 |                      |        |                   |        |        |         |
| 2. Platz                  |                 |                 |                 |                 |                 |                      |        |                   |        |        |         |
| 3. Platz                  |                 |                 |                 |                 |                 |                      |        |                   |        |        |         |
| Top 10                    |                 |                 |                 |                 |                 |                      |        |                   |        |        | 4       |
| Punkteränge               | 1               | 7               | 1               | 2               |                 | 6                    |        | 1                 | 18     |        | 4       |
| Starts                    | 10              | 16              | 2               | 2               |                 | 19                   | 12     | 5                 | 66     |        | 4       |
| Stand: Saisonende 2021/22 |                 |                 |                 |                 |                 |                      |        |                   |        |        |         |